# Британски Кипър
Кипър официално е част от Британската империя от 1915 до 1960 г. като колония.
През този период не е имало масова миграция на британци на острова. В същото време, още през 1878 г. – много преди директното анексиране като колония, тайната Кипърска конвенция признава острова за британски протекторат.
Британският период се характеризира от една страна с подобряването на социално-икономическото положение на острова, който през османския период е известен с огнища на малария. От друга страна, действията на британските власти, за да запазят своята колониална империя, довеждат до ожесточена конкуренция между гръцкото православно мнозинство и турското мюсюлманско малцинство, което в крайна сметка довежда до разделянето на острова и сегрегацията на основните му общности.

## Протекторат
В съответствие с тайния договор на протектората британците получават правото да окупират и управляват острова, при условие че годишно плащат в хазната 99 799 британски лири. Формално Кипър продължава да е част от Османската империя, което спомага за успокояването на представителите на доста голяма мюсюлманска общност (21%), но всъщност реалната власт преминава в ръцете на британския върховен комисар, което първоначално се приветства от представители на гръцкото православно мнозинство, тъй като британците са насочени към провеждане на редица икономически реформи и подобряване на транспортната инфраструктура. Британският комисар се установява в Лимасол, който се превръща в център на британската администрация, където са инвестирани доста големи средства за местните стандарти.
Целесъобразността от подписването на конвенцията предизвика сериозен дебат в самия британски парламент. Така министър-председателят на Англия изпраща писмо до кралица Виктория, в което посочва значението на Кипър за защитата на индийската част от империята. От друга страна, либералите изразяват съмнения относно целесъобразността на установяването на протекторат. Като аргумент се посочва липсата на удобно пристанище на острова. Целесъобразността от използването на Кипър като военна база става доста спорна и финансово трудна, особено след появата на британски бази в Египет, които се нуждаят от финансови инжекции.

## Колония
Кипърската конвенция е набързо анулирана от британците на 5 ноември 1914 г. във връзка с влизането на Османската империя в Първата световна война на страната на Германия. Едва през 1923 г. новите турски власти официално се отказват от правата си върху Кипър. През 1925 г. островът е официално анексиран от Великобритания като колония. Този факт обаче е негативно възприет от гръцкото мнозинство, което се надява на еносис с Гърция. Започва дългата борба на гърците за независимост, в която британските власти подкрепят интересите на кипърските турци като противовес.

## Значение
Британското наследство в Кипър включва по-специално лявото движение по пътищата, както и две останали военни бази, които са под британски суверенитет (Акротири и Декелия). Електрическите мрежи на острова са изградени по британски стандарт. Контактите имат гнезда в британски стил и напрежение от 250 волта. Английският език пък е широко разпространен на острова, въпреки че не е официален.